# Bozrah
Bozrah ist eine Town im New London County des US-Bundesstaates Connecticut. Sie besteht aus dem Zentrum Fitchville (⊙), sowie den Weilern Gilman (⊙) und Leffingwell (⊙).

## Geographie

### Geographische Lage
Bozrah liegt am Yantic River, der zusammen mit dem Shetucket River die Themse Connecticuts zuwege bringt. Im Südwesten des Gemeindegebietes, an der Grenze zu Salem und Montville liegt der Gardner Lake, der größte See von Bozrah. Das Hügelland zwischen dem Long Island Sound und den Appalachen prägt das Landschaftsbild der Gemeinde. Kleine und sehr kleine Seen unterbrechen den sonst die Fläche dominierenden Wald an etwa 30 Stellen.

### Nachbargemeinden
| Lebanon    | Franklin                                    | Franklin  |
| Colchester | Kompassrose, die auf Nachbargemeinden zeigt | Norwich   |
| Salem      | Montville                                   | Montville |

## Name
Der Name kommt von der mehrfach im Alten Testament beschriebenen Hauptstadt des Edomiterreichs Bozra (englisch Bozrah). Beispielsweise heißt es in der King James Version:

“I will surely gather the remnant of Israel; I will put them together as the sheep of Bozrah”

„Ich werde den Rest Israels versammeln; ich werde ihn zusammenbringen wie die Schafe von Bozra“

## Kultur und Sehenswürdigkeiten

### Bauwerke
In Bozrah gibt es zwei Bauwerke, die ins Nationale Verzeichnis historischer Stätten aufgenommen wurden. Es handelt sich um die Kongregationalistische Kirche, die 1843 erbaut wurde, und das dazugehörige Pfarrhaus, erbaut 1872.

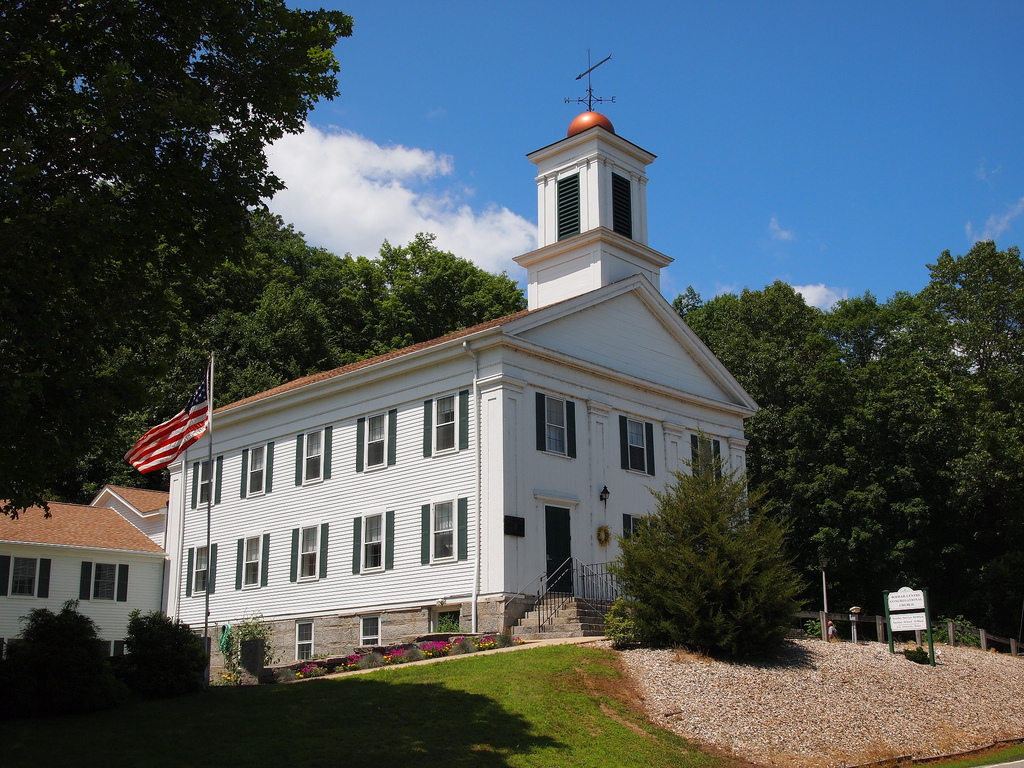
Kongregationalistische Kirche
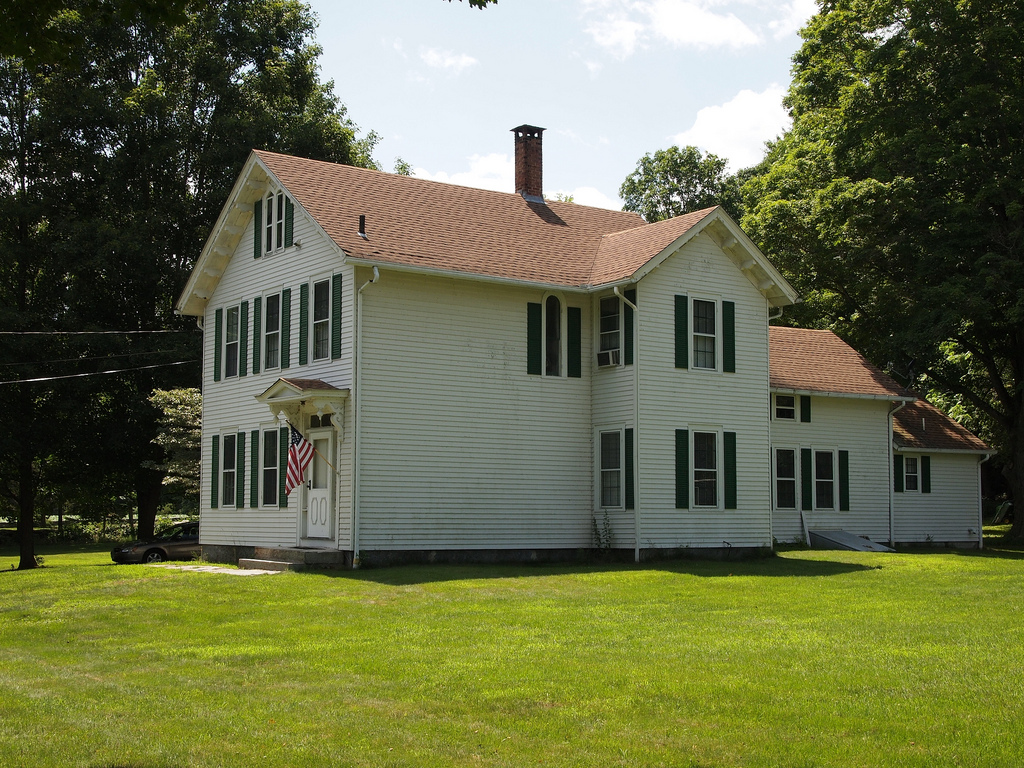
Pfarrhaus

### Parks
Auf dem Gebiet von Bozrah befindet sich ein Naturpark, der Hopemead State Park am Gardner Lake und zwei Campingplätze; den Acorn Acres Campground, der ebenfalls am Gardner Lake liegt, und das Odetah Camping Resort im Wald am südlichen Teil des Fitchville Ponds.

### Sport
Die Fields Memorial School unterhält die FMS Tigers, eine Fußballmannschaft, die regelmäßig gegen andere Orte in Connecticut spielen. Zudem befinden sich in Fitchville ein Minigolfplatz und ein Kunstturnverein. Auch das Angeln ist im Gardner Lake beliebt.

### Regelmäßige Veranstaltungen
Von Juli bis Oktober findet in Bozrah jeden Freitagnachmittag ein Bauernmarkt (Farmer’s Market) statt.

## Wirtschaft und Infrastruktur

### Verkehr
Die größte Straße in Bozrah ist die Connecticut State Route 2. Die Connecticut Route 163 verbindet Bozrah mit Montville und die beiden Straßen 82 und 608 führen durch das Gemeindegebiet.

### Öffentliche Einrichtungen

#### Kirchen

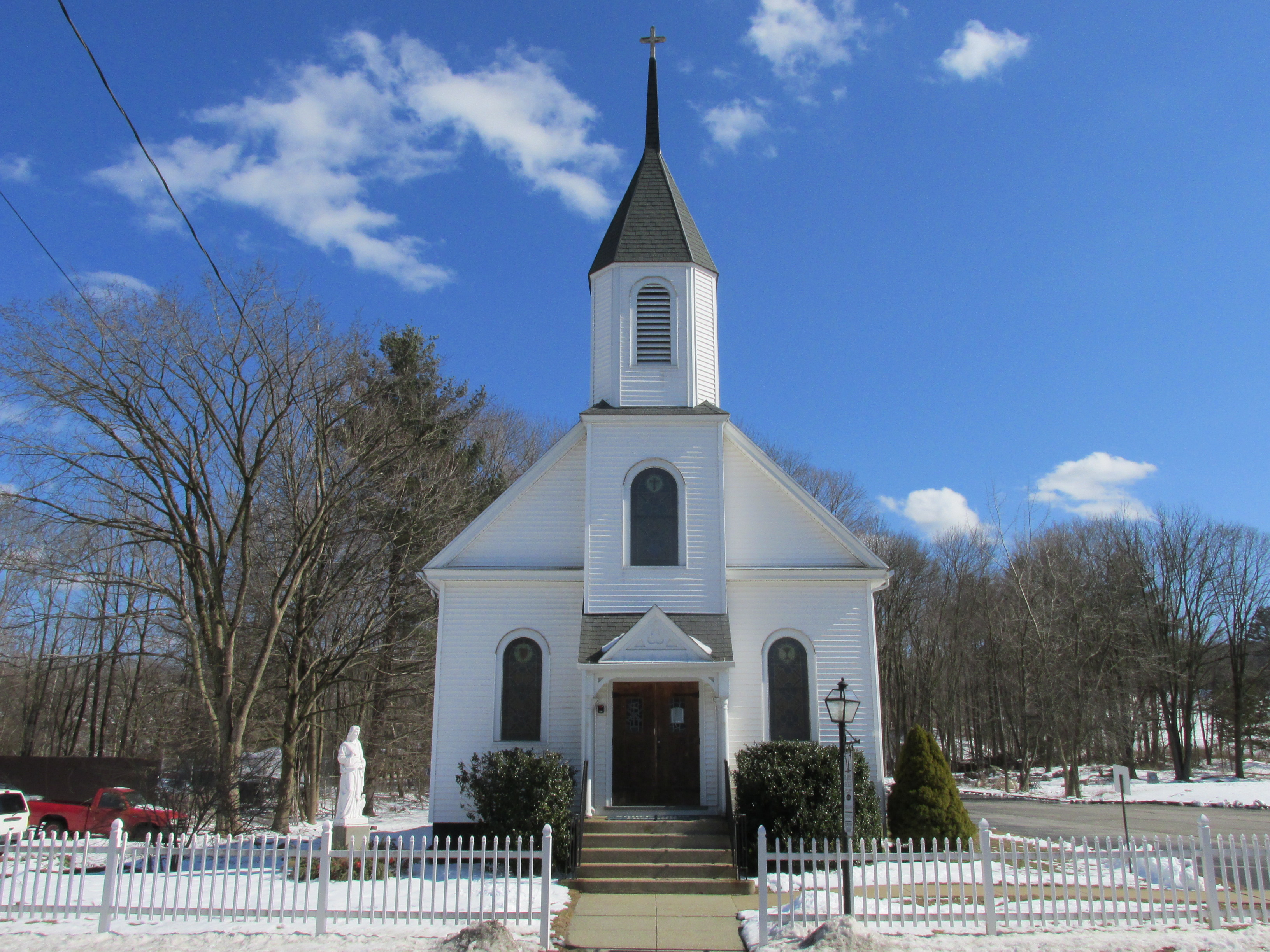
Kirche St. John

Sowohl in Fitchville als auch in Leffingwell befindet sich eine Baptistenkirche. Außerdem finden sich in Fitchville eine kleine katholische St. John Mission und die Kongregationalistische Kirche. Im Wald Bozrahs, nahe dem Tadma Pond, liegt die Revelation Church.

#### Sicherheit
Seit 1950 sorgt im Ort die Freiwillige Feuerwehr mit 35 aktiven Mitgliedern und 10 Fahrzeugen für den Brandschutz und die allgemeine Hilfe.

### Bildung
Bozrah verfügt über eine Schule in Leffingwell und die Fields Memorial School in Fitchville, die Kinder bis zur achten Klasse unterrichtet. Eine weiterführende Schule gibt es in Bozrah nicht.

## Persönlichkeiten
- Sam Gejdenson (* 1948), Politiker, wuchs in Bozrah auf
- Reuben H. Walworth (1788–1867), Jurist und Politiker, wurde in Bozrah geboren